# Konferenz für die jiddische Sprache
Die  Konferenz für die jüdische Sprache (jiddisch קאָנפֿערענץ פֿאָר דער יודישער שפּראַך), auch als Czernowitzer Konferenz (jiddisch טשערנאָוויצער קאָנפֿערענץ) bekannt, fand vom 30. August bis zum 3. September 1908 im damals österreichischen Czernowitz statt. Ziel der internationalen Konferenz war es, die jiddische Sprache zu fördern und zur jüdischen Nationalsprache zu erheben.

## Inhalt und Ablauf

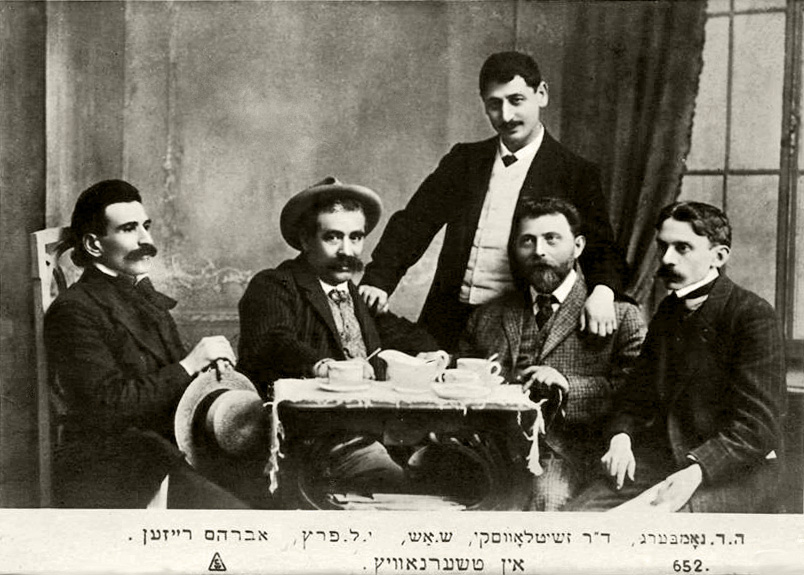
Hirsch David Nomberg, Chaim Schitlowsky, Schalom Asch, Itzhok Lejb Perez, Abraham Reisen während der Czernowitz-Konferenz (v. r. n. l.), weit verbreitete Postkarte

Organisator und treibende Kraft der Veranstaltung war der österreichische Publizist und ehemalige Anhänger des Zionismus Nathan Birnbaum. Vorbereitet hatte er die Konferenz während einer Reise in den USA, das Organisationskomitee bestand aus Mitgliedern des von ihm gegründeten Jiddisch-Clubs der Universität Wien. Die Traktanden der Konferenz waren breit gefächert und beinhalteten u. a. die Unterstützung der jiddischen Sprache in Schulen, Presse, Theater etc. und insbesondere auch die Forderung nach einer einheitlichen Regelung der jiddischen Orthographie. Diese Anliegen traten jedoch bald in den Hintergrund und die Frage nach dem Status des Jiddischen als „nationaler Sprache des jüdischen Volkes“ dominierte die Konferenz.
Etwa 40 von insgesamt rund 70 Teilnehmern waren stimmberechtigte Delegierte, neben Birnbaum selbst u. a. Chaim Zhitlovsky, Schalom Asch, Samuel Eisenstadt, Gershom Bader, Hirsch David Nomberg, Itzhok Lejb Perez, Esther Frumkin (für den Allgemeinen jüdischen Arbeiterbund), Abraham Reisen sowie Löbl Taubes. Mendele Moicher Sforim war verhindert und schickte eine freundliche Grussadresse, ebenso Scholem Alejchem, der krank war. Delegierte von zionistischen Organisationen, die das Hebräische als jüdische Nationalsprache favorisierten, waren über-, der Bund, für den Jiddisch die einzige jüdische Nationalsprache darstellte, untervertreten.
Birnbaum, dessen Muttersprache Deutsch war, hielt die Eröffnungsansprache in Jiddisch, das er erst kurz zuvor erlernt hatte. Die verschiedensten Standpunkte zu Status, Funktion und Wert des Jiddischen und des Hebräischen prallten unvermittelt aufeinander. Es wurde heftig darüber gestritten, ob das Jiddische lediglich eine oder die nationale Sprache des jüdischen Volkes sei, wie Frumkin argumentierte. Die Konferenz einigte sich auf einen Kompromiss und anerkannte das Jiddische als „eine nationale Sprache des jüdischen Volkes“ und forderte seine politische, soziale und kulturelle Gleichstellung mit anderen Sprachen; die Bedeutung des Hebräischen wurde ebenfalls erwähnt. Birnbaum wurde zum Generalsekretär gewählt und war für die Umsetzung der Konferenzergebnisse und die Organisation einer Folgekonferenz verantwortlich, die jedoch nie stattfand. Später, nachdem er sich dem streng orthodoxen Judentum zugewandt hatte, beurteilte er sein Engagement für die Konferenz negativ.
Am 4. März 1910 kritisierte das zionistische Wochenblatt Die Welt den vom politischen Zionismus abgewichenen Birnbaum, die jiddische Sprache und die Czernowitzer Konferenz:

„… Er [Mathias Acher, d. h. Birnbaum] machte in mehrfacher Hinsicht eine geistige Metamorphose durch. … Seine jetzige Theorie vom "Minimalgolus" [Minimalgalut], die Erstrebung kulturell-autonomer jüdischer Zentren in der Diaspora, ist gegenüber seinen früheren Anschauungen ein schwächliches, praktisch undurchführbares und ideell inkonsequentes [sic] Kompromiß mit den gegebenen Verhältnissen … Mit dem Golus akzeptiert er nun auch die Golussprache. War ihm früher das Hebräische ein unbedingter Hauptfaktor der jüdischen Renaissance, so hat er später seinen Namen mit der „Czernowitzer Konferenz“ unlöslich verknüpft, die sich an der Nationalsprache des jüdischen Volkes schwer und unverzeihlich versündigt hat. Jene Konferenz soll nach der Meinung ihrer Initiatoren „historische Bedeutung“ haben; sie hat es auch vielleicht, aber nur in dem Sinne, daß sie dokumentierte, wohin die Halbheit, Inkonsequenz und Flachheit des Golusjudentums führen muss. Gewiß, der Jargon wird von Millionen gesprochen. Aber davon bis zur Proklamierung desselben zur Nationalsprache des jüdischen Volkes ist ein sehr weiter Weg, so weit wie unsere düstere Wirklichkeit von der vollen nationalen Wiedergeburt unseres Volkes.“

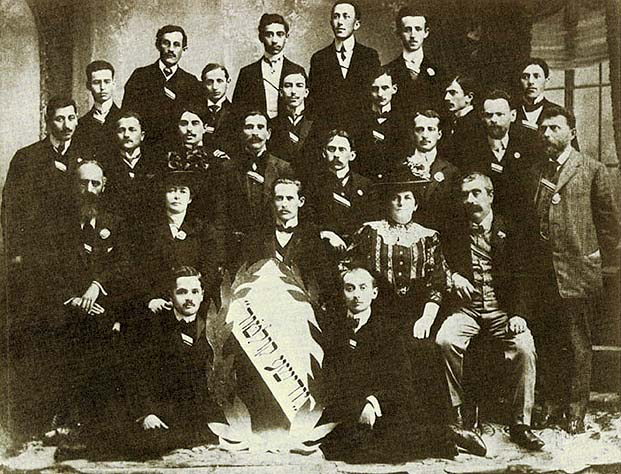
Teilnehmer der Konferenz für die jiddische Sprache

Die Czernowitzer Konferenz gilt allgemein als Beginn der wissenschaftlichen Auseinandersetzung mit der jiddischen Sprache, die u. a. 1925 zur Gründung des YIVO (Jidischer wißnschaftlecher inßtitut) und schließlich auch zur modernen Jiddistik führte.